# Esfīj
Esfīj (persiska: اسفیج, Āsfīch) är en ort i Iran.   Den ligger i provinsen Khorasan, i den östra delen av landet, 800 km öster om huvudstaden Teheran. Esfīj ligger 1 935 meter över havet och antalet invånare är 334.
Terrängen runt Esfīj är platt åt nordost, men åt sydväst är den kuperad.Runt Esfīj är det glesbefolkat, med 12 invånare per kvadratkilometer. Närmaste större samhälle är Asadīyeh, 13,4 km sydost om Esfīj. Trakten runt Esfīj är ofruktbar med lite eller ingen växtlighet.